# USS LST-613
O USS LST-613 foi um navio de guerra norte-americano da classe LST que operou durante a Segunda Guerra Mundial.